# Mourvaison noir
 (août 2016).
Si vous disposez d'ouvrages ou d'articles de référence ou si vous connaissez des sites web de qualité traitant du thème abordé ici, merci de compléter l'article en donnant les références utiles à sa vérifiabilité et en les liant à la section « Notes et références ».
Le mourvaison est un cépage noir français,, originaire de la Provence. Ce cépage a connu une forte diminution de sa superficie plantée à la suite de la crise du phylloxéra. Aujourd'hui, il est en voie de disparition bien que quelques rares domaines provençaux continuent à l'exploiter pour ses qualités gustatives aussi bien en assemblage qu'en monocépage. Il peut être vinifié en rosé mais s'exprime tout particulièrement lorsqu'il est vinifié en rouge.

## Origine

### Histoire et aire de répartition
Le mourvaison est un cépage originaire des Alpes-Maritimes. Il s'agit d'un cépage autochtone localisé dans les alentours de Grasse, et plus généralement sur la rive droite du Var. Sa répartition, bien qu'autrefois homogène dans cette zone, est devenue éparse à la suite du remplacement des cépages autochtones par des cépages plus internationaux à la suite de la crise du Phylloxéra.
Même si la plantation de nouveaux cépages dans cette zone viticole a fait régresser très fortement l'implantation du mourvaison, et bien que les pépiniéristes aient tendance à ne plus le multiplier, certains viticulteurs le conservent dans leurs assemblages ou dans leurs vins monocépages. Variété de vigne autorisée aujourd'hui dans plusieurs appellations en Provence, il entre dans la composition de la fameuse appellation Palette en tant que cépage d'appoint, afin d'apporter aux vins une bonne structure acide et tannique, ainsi qu'une coloration importante. Cependant, il est considéré comme cépage principal dans 6 appellations parfois recherchées, localisées non pas en Provence mais dans le Sud-Ouest et sur l'Atlantique : 
- Atlantique rosé (IGP) ;
- Atlantique rouge (IGP) ;
- Périgord rosé (IGP) ;
- Périgord Vin de Domme rosé (IGP) ;
- Périgord Vin de Domme rosé (IGP) ;
- Périgord rouge (IGP).

#### Clones
Il n'existe qu'un seul clone du mourvaison, le 1171. Cependant, des prospections peuvent laisser à penser que de nouveaux clones du Mourvaison pourraient être découverts.

## Caractèresampélographiques[7]
- Forte densité de poils couchés sur le jeune rameau
- Jeunes feuilles à plages bronzées
- Feuilles adultes entre moyenne et grande, sinus pétiolaire peu ouvert, limbe involuté, densité faible à moyenne des poils dressés et couchés
- Grosses grappes, baies moyennes

## Aptitudes culturales et sensibilités[7]
Le mourvaison est un cépage à débourrement relativement précoce (6 jours après le Chasselas), mais à maturité tardive. Il est donc nécessaire de le planter dans des climats chauds et bien ensoleillés, afin qu'il puisse arriver à maturité. Certaines baies peuvent rester vertes si les conditions ne sont pas complètement favorables à la maturation du mourvaison.
Ce cépage est considéré comme résistant, dans la mesure où il n'est que peu sensible au black-rot, au mildiou ou encore à l'oïdium.

### Technologiques
Il donne des vins très colorés, tanniques et acides. Cependant, c'est un cépage manquant souvent d'aromatique et de finesse selon la manière dont il est élevé, faisant de lui une très bonne base d'assemblage pour des vins de garde couplé avec des variétés plus aromatiques.

### Arômes
Le mourvaison développe des arômes de fruits rouges, mais surtout de sous-bois et d'épices.